# Cremona (provincie)
Cremona is een van de twaalf provincies in de Italiaanse regio Lombardije. De hoofdstad is de stad Cremona. De officiële afkorting is CR.
De provincie telt 336.000 inwoners op een oppervlakte van 1770 km². Ze is gelegen op de Povlakte, en bestaat uit een langgerekt gebied aan de noordoever van de Po. Ook de rivier Adda stroomt door de provincie en mondt hier uit in de Po.
Cremona is net als de andere provincies op de vruchtbare Povlakte een sterk agrarisch gebied.
Cremona grenst aan de provincies Mantua, Lodi, Parma, Piacenza, Milaan, Brescia en Bergamo.
Andere belangrijke plaatsen in de provincie zijn Crema (Italië) en Casalmaggiore.